# Politique en Jordanie
La Jordanie est une monarchie constitutionnelle parlementaire multipartite, où le Premier ministre est le chef du gouvernement.

## Pouvoir exécutif
| Fonction         | Nom          | Parti | Depuis            |
| ---------------- | ------------ | ----- | ----------------- |
| Roi              | Abdallah II  |       | 7 février 1999    |
| Premier ministre | Jafar Hassan |       | 15 septembre 2024 |

Le pouvoir exécutif est détenu par le roi et le conseil des ministres. Le roi signe et applique les lois ainsi que les modifications de la constitution, il dispose d’un droit de veto qui peut cependant être annulé par un vote de deux tiers des deux chambres du parlement. Il nomme le Premier ministre ainsi que les autres membres du gouvernement, qui répondent politiquement de leurs actes devant la Chambre des députés. Cette dernière peut les forcer à la démission par un vote de défiance, à la majorité des deux-tiers.

## Pouvoir législatif
L'Assemblée nationale est composée de deux chambres :
- La Chambre des représentants compte 150 membres dont 108 sont élus pour quatre ans dans des circonscriptions à siège unique, 27 attribués aux partis politiques, et 15 femmes élus par un collège électoral. 18 sièges sont réservés aux Chrétiens et 3 aux Adyguéens (système des sièges réservés).
- Le Sénat compte 75 membres (max. la moitié des membres de la Chambre) nommés par le roi pour huit ans.

## Partis politiques et élections
Élections du 17 juin 2003 à la Chambre des députés
| Partis                   | Voix   | Sièges |
| ------------------------ | ------ | ------ |
| Indépendants             | 80 %   | 88     |
| Front islamique d'action | 14,5 % | 16     |
| Quota de femmes          | 5,5 %  | 6      |
| Total                    | 100 %  | 110    |

Le roi Hussein légalise les partis politiques en 1992, un an après l’abolition de la loi martiale. Des élections législatives libres se déroulent en 1989 et 1993. Les élections de 1997 sont boycottées par les partis islamistes en raison de modifications controversées de la loi électorale.

## Pouvoir judiciaire
Les cours civiles – tribunaux de première instance, cours d’appel et Cour de cassation – connaissent des cas civils et criminels.
Les tribunaux islamiques sont compétents pour les cas relevant de la charia. Les autres communautés religieuses reconnues officiellement en Jordanie disposent également de leurs tribunaux.
Une Cour constitutionnelle est créée en 2012.